# Çiftçibaşı, Siverek
Çiftçibaşı là một xã thuộc huyện Siverek, tỉnh Şanlıurfa, Thổ Nhĩ Kỳ. Dân số thời điểm năm 2011 là 489 người.